# Slag bij Norfleet House
De Slag bij Norfleet House vond plaats op 14 en 15 april 1863 bij Suffolk Virginia tijdens de Amerikaanse Burgeroorlog.
In samenwerking met generaal-majoor Daniel H. Hills aanval op New Bern en Washington, North Carolina belegerde luitenant-generaal James Longstreet de Noordelijke stad Suffolk. Zijn strijdmacht bestond uit de divisies van generaal-majoors John Bell Hood en George Pickett en was 20.000 man sterk. Suffolk werd beschermd door 25.000 soldaten onder leiding van brigadegeneraal John J. Peck. Op 13 april verlegden de Zuidelijken hun linkerflank naar de Nansemond Rivier en ze bouwden op Hill’s Point een batterij uit. Zo werd de aanvoerroute via de rivier voor de stad afgesloten. Op 14 april proberen Noordelijke kanonneerboten de blokkade te doorbreken bij Norfleet House. Ondertussen bouwden de Noordelijken batterijen tegenover Norfleet House. Op 15 april openen ze het vuur waardoor de Zuidelijke batterijen moeten ontruimd worden.